# فرناندينيو (لاعب كرة قدم مواليد 1985)
فرناندينيو (بالبرتغالية: Fernando Galhardo Borges‏) هو لاعب كرة قدم برازيلي في مركز ظهير ‏، ولد في 31 أغسطس 1985 في Cianorte ‏ في البرازيل. لعب مع سبورت ريسيفي ونادي أفاي لكرة القدم ونادي بالميراس ونادي ساو كايتانو ونادي فاسكو دا غاما ونادي فيلا نوفا.